# Aeroporto Internazionale del Brunei
L'aeroporto internazionale del Brunei (BIA) (malese: Lapangan Terbang Antarabangsa Brunei; Jawi: لاڤڠن تربڠ انتارابڠسا بروني) (IATA: BWN, ICAO: WBSB) è il principale dei due aeroporti della nazione del Brunei, sull'isola del Borneo. Situato vicino a Bandar Seri Begawan nel distretto di Brunei-Muara, funge da base e hub per la Royal Brunei Airlines (RB). Inoltre, anche la Royal Brunei Air Force (RBAF) ha sede presso la base aerea di Rimba, che si trova nei dintorni dell'aeroporto. L'aeroporto serve destinazioni internazionali in tutta l'Asia e l'Oceania, nonché voli per il Medio Oriente e Londra Heathrow.
È inaugurato nel 1974.

## Statistiche
Questo grafico non è disponibile a causa di un problema tecnico.
Si prega di non rimuoverlo.
Vedi la query Wikidata di origine.